# Sebastian Harrer
Sebastian Harrer (* 1977 in Mühldorf am Inn) ist ein deutscher Filmemacher, Drehbuchautor, Werbe- und Spielfilmregisseur.

## Leben & Ausbildung
Bereits in seiner Schulzeit unternahm Sebastian Harrer erste filmische Gehversuche. Nach dem Abitur begann er eine Ausbildung als Theater- und Filmregisseur an der Athanor Akademie für darstellende Kunst in Burghausen. Seit 2002 realisiert er eigene Projekte und ist im Industrie-, Messe- und Werbefilmbereich tätig. Neben dem Studium arbeitete Harrer als Regieassistent für den Bayerischen Rundfunk.

## Werke
2006 präsentierte er nach diversen Kurzfilmprojekten seinen ersten Langfilm Atina & Herakles. Dieses Projekt entstand in Co-Produktion mit den Firmen Daniel Zuta Film und Cine Images. Der Film wurde von der FFF München und der MFG Baden-Württemberg gefördert und unter dem Titel Billig tanken in Tibet auf DVD veröffentlicht.
Weiter drehte Sebastian Harrer u. a. die Kurzfilme Kurz Entschlossen, No One Is an Island, Angustia (2010) und Cinderella 3.0. 
2013 drehte Harrer das mehrfach ausgezeichnete Musikvideo Zombie Nation für die Punk-Rock-Band „Adams Apple“.

## Auszeichnungen & Veröffentlichungen
2006 war Atina & Herakles als bester Nachwuchsfilm bei den Filmfestspielen Biberach nominiert und gewann 2008 beim Festival der Nationen im Österreichischen Ebensee einen bronzenen Bären. 
Angustia wurde im Rahmen des „Shocking Shorts Award“ 2010 am 1. Juli 2010 auf dem Münchner Filmfes präsentiert und nahm an zahlreichen nationalen und internationalen Festivals teil, u. a. 21. Internationales Kurzfilmfestival von São Paulo, 25th Brest European Short Film Festival, Bram Stoker Horror Film Festival Whitby, Open Eyes Filmfest Marburg, Kenya International Film Festival Nairobi, New Orleans Horror Film Festival, Filmfestival Max Ophüls Preis, Green Bay Film Festival, Grenzlandfilmtage Selb.
Seit Juni 2010 läuft Angustia (2010)regelmäßig auf dem SKY-Sender 13th Street, im November 2010 wurde der Film auf Tele 5 ausgestrahlt.
Cinderella 3.0 feierte auf dem Biofiction Festival in Wien Premiere, eröffnete das Landshuter Filmfest 2012, gehörte zu den Siegern der Screens for Shorts in Köln und der Filmsharingtour 2011. Außerdem nahm der Film an über 40 weiteren internationalen Festivals und gewann zahlreiche Preise. Im Oktober 2012 war der Film, auf dem von dem Schauspieler Rutger Hauer ins Leben gerufenen „I’VE SEEN FILMS Festival“ in Mailand für den besten Kurzfilm sowie für den besten Science-Fiction-Film nominiert. Die Jury (u. a. Robert Rodriguez, Jason Eisner und Joan Chen) bedachte Cinderella 3.0 mit dem Preis für den besten Science-Fiction-Film.

## Filmographie (Auswahl)
- 2006: Billig tanken in Tibet aka Atina & Herakles (Buch, Produktion, Schnitt, Regie)
- 2007: A Brief Theory on Mankind (Produktion)
- 2009: No One Is an Island (Buch, Produktion, Regie, Schnitt)
- 2010: Angustia (2010) (Buch, Produktion, Regie, Schnitt)
- 2011: Cinderella 3.0 (Buch, Produktion, Regie, Schnitt)
- 2013: Zombie Nation (Buch, Produktion, Schnitt, Regie)